# Mariana Furiasse
Mariana Furiasse (Santa Fe, 1976) es una escritora Argentina de literatura infantil y juvenil.

## Biografía
Nació el 21 de abril de 1976 en Rosario, provincia de Santa Fe, Argentina. Después de vivir en San Lorenzo (provincia de Santa Fe) y más tarde en Bahía Blanca (provincia de Buenos Aires), a los 18 años se trasladó a la Ciudad de Buenos Aires.

## Estudios
Cursó estudios de Licenciatura en Historia en la Universidad Nacional del Sur y de Licenciatura en Letras en la Universidad del Salvador y realizó talleres de escritura creativa. Integró el Taller de la Ventana en la Feria del Libro y otros. 

## Libros
Su primer libro, Candela, fue publicado en 1999, en Quito, Ecuador, por ganar el Primer Premio en el Concurso Internacional de Literatura Infantil Julio C. Coba de ese año, celebrado en dicho país.  E igual suerte corrió su segunda novela, "Rafaela", que es la primera que publicó en Argentina y la ganadora de la primera edición en ese país del Premio de Literatura Infantil El Barco de Vapor (2002) de Ediciones SM. Continuaron Intermitente “Rafaela", "Ramona revelada" y "Constelación de nado" (ganadora de el Gran Premio ALIJA 2020-2021), viendo la luz sus cuentos en antologías como "Diez en un barco" y "Los olímpicos". Algunas de sus obras han sido publicadas en España, Colombia, Ecuador y Brasil.

### Lista de Títulos
- Rafaela
- Diez en un barco
- Intermitente Rafaela
- Los olímpicos
- Ramona Revelada
- Constelación de nado

## Premios
- Concurso Internacional de Literatura Infantil Julio C.Coba por el libro Candela (Ed. Libresa, Ecuador)
- Premio de Literatura Infantil El Barco de Vapor (Fundación SM Argentina)  por el libro Rafaela (Ed. SM, Argentina)
- Premio ALIJA (Asociación de Libro Infantil y Juvenil Argentina) por el libro Constelación de nado (Ed. Norma, Argentina) como mejor libro 2020-2021.